# Diaphorus laetus
Diaphorus laetus är en tvåvingeart som först beskrevs av Becker 1922.  Diaphorus laetus ingår i släktet Diaphorus och familjen styltflugor.
Artens utbredningsområde är Paraguay. Inga underarter finns listade i Catalogue of Life.